# لغة باجة

باجة  أو بداوية هي لغة يتكلمها حوالي مليونين من الرحل في مصر، السودان .